# Kõrgu
Kõrgu – wieś w Estonii, w prowincji Rapla, w gminie Rapla.